# Старосеславинский сельсовет
Старосеславинский сельсовет — сельское поселение в Первомайском районе Тамбовской области.
Административный центр — село Старосеславино.

## Население
| 2010  | 2012  | 2013  | 2014  | 2015  | 2016  | 2017  |
| ----- | ----- | ----- | ----- | ----- | ----- | ----- |
| 1643  | ↘1595 | ↘1560 | ↘1549 | ↘1518 | ↘1511 | ↘1458 |
| 2018  | 2019  | 2020  | 2021  |       |       |       |
| ↘1439 | ↘1371 | ↘1349 | ↘1102 |       |       |       |

## Состав сельского поселения
| № | Населённый пункт     | Тип населённого пункта       | Население |
| - | -------------------- | ---------------------------- | --------- |
| 1 | Старосеславино       | село, административный центр | ↘1333     |
| 2 | Хоботец-Васильевское | село                         | ↘310      |